# Melon (cépage)
Pour les articles homonymes, voir Melon.
Le melon B (ou melon de Bourgogne) est un cépage blanc de cuve français. Cette variété de vigne est originaire du vignoble de Bourgogne ; peu utilisée dans sa région d'origine, elle est toutefois très répandue en Loire-Atlantique sous le nom de muscadet (appellations muscadet, muscadet-sèvre-et-maine, muscadet-côtes-de-grandlieu et muscadet-coteaux-de-la-loire).

## Origine

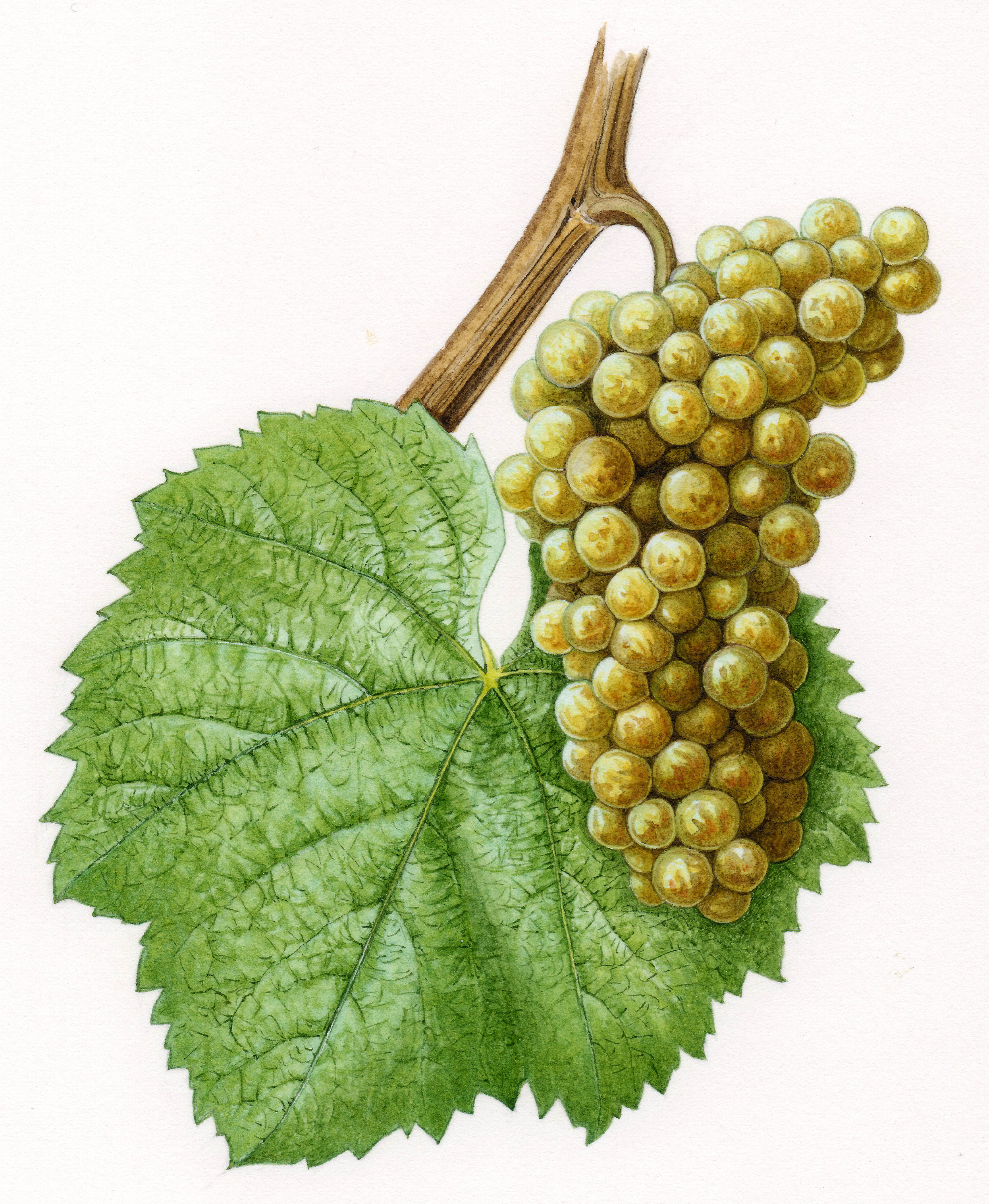
Grappe et feuille de melon.

### Histoire
Le melon est un cépage bourguignon, mais sa culture y est négligeable depuis longtemps. Il est introduit vers 1635 sur les coteaux de la Loire où il s'est définitivement imposé après l'hiver 1709 et sa résistance relative au terrible froid qui gela la mer. Cette année-là, -23,1 °C fut relevé à Paris les 13 et 14 janvier.
L'importance de sa culture en Loire-Atlantique est liée à la demande des négociants hollandais au XVIIIe siècle. 
En 1999, des chercheurs de l'Université de Californie à Davis ont soumis 322 échantillons de vigne à des analyses génétiques poussées. En tout, 16 cépages, dont le melon B sont le résultat de croisements entre le Gouais blanc et le Pinot. Il s'agit de la famille des Noiriens.

### Aire géographique
En France, sa culture occupe plus de 11 000 hectares dont la majeure partie pour les appellations Muscadet. Il occupe le plus grand vignoble monocépage blanc d'Europe.

### Variabilité génétique

#### Clones
Dix clones, tous multipliés, ont été homologués et la prospection continue dans le vignoble du muscadet pour préserver le maximum de familles différentes.

#### Mutations
En 1995, une mutation rose est spontanément apparue sur un rameau d'un cep au Landreau. Le vigneron l'a multipliée par greffage. Elle s'est révélée stable dans le temps et des chercheurs vont implanter une parcelle d'essai. Avant de prétendre être homologué, deux parcelles vont être plantées, une chez le découvreur, une en centre de recherche, en 2010. Après au moins trois vinifications pendant 5 années d'expérimentation, son dossier pourra être monté. Il a été nommé melon rouge de Bretagne, intégrant sa couleur et l'identité bretonne du vignoble nantais, et déjà une légende attribue sa couleur aux effets d'une belle vendangeuse,.

### Synonymie

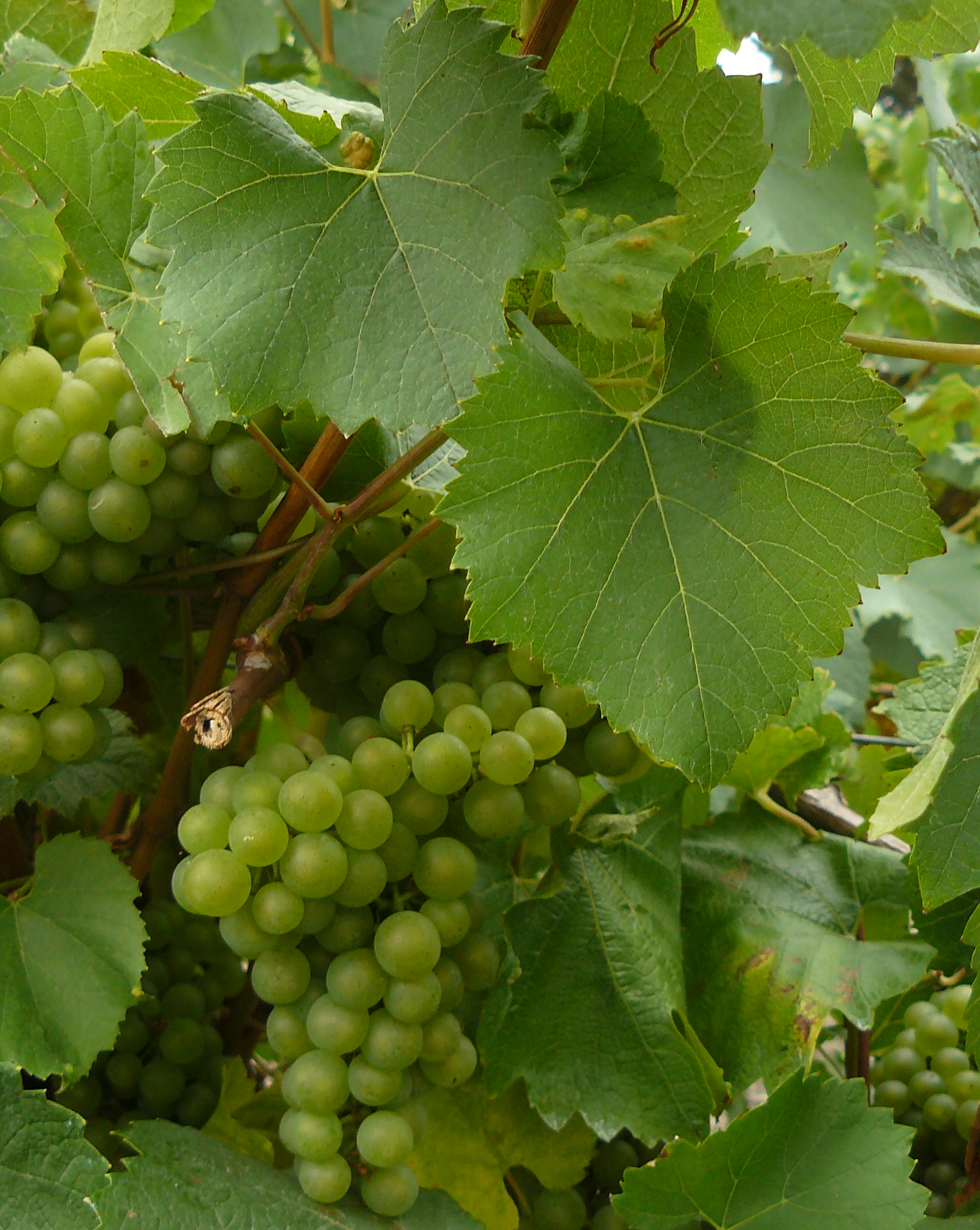
Grappe de melon B.

Le melon de Bourgogne est connu sous les noms de : biaune, bourgogne blanche, bourgogne vert, bourguignon blanc, feuille ronde, gamay blanc, gros auxerrois, grosse Sainte-Marie, malin blanc, melon, melon Blanc, melon de Bourgogne, muscadet, perry, petit muscadet, petite bourgogne, pétoin, pétouin, pourrisseux, roussette basse.
C'est un cépage moyennement vigoureux donnant une production régulière. Il donne un vin blanc agréable et peu acide.

## Caractères ampélographiques

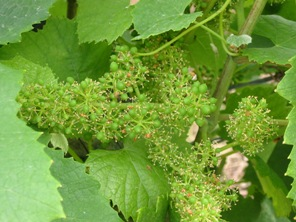
Grappe de melon en pleine floraison.

- Extrémité du jeune rameau cotonneux à liseré rouge.
- Jeunes feuilles jaune-vert.
- Rameau à entre-nœuds vert ou à faibles raies rouges.
- Feuilles adultes orbiculaires, entières, avec un sinus pétiolaire peu ouvert ou fermé, des dents à bords rectilignes, un limbe révoluté.
- Grappes de petite à moyenne taille et baies petites et arrondies.

## Aptitudes

### Culturales
Cépage à port dressé, il demande une taille modérément longue car les yeux de la base sont peu fertiles. Il s'accommode bien de terrains argilo-siliceux et frais.

### Sensibilité aux maladies
Le melon se montre assez sensible au mildiou et très sensible à la pourriture grise favorisée par la compacité des grappes. En revanche, il est moins sensible au oïdium et à l'eutypiose.

### Technologiques
Le melon donne des vins équilibrés, secs, frais, légers aux arômes discrets. Il présente une bonne aptitude à l'élevage sur lie. Ce mode de vinification apporte souplesse et rondeur et protège relativement le vin de l'oxydation à laquelle il est sensible. Son vin n'est généralement pas destiné à la garde, mais quelques terroirs limités peuvent conserver leurs vins plusieurs années, révélant alors des arômes de pierre à fusil (poudre, odeur de briquet).